# Pororivier
Pororivier is een rivier annex beek, die stroomt in de Zweedse  gemeente Kiruna. De rivier verzorgt de gedeeltelijke toevoer en volledige afwatering van het Poromeer. Ze krijgt daarbij ook water van de hellingen van de Poroberg. Ze stroomt naar het noordoosten en levert haar water in bij de Kelorivier. Ze is circa tien kilometer lang.
Afwatering: Pororivier → Kelorivier → Muonio → Torne → Botnische Golf